# 洛川西站
洛川西站，原为洛川站，是位于陕西省延安市洛川县凤栖街道芦家河村的一个铁路车站，邮政编码727400。车站建于1991年，有甘钟铁路经过该站，现仅办理货运到发、会让业务，不办理客运业务，车站及其上下行区间均已电气化，设有到发线3条，存车线1条。车站距离新丰镇站218公里，隶属西安局集团铜川车务段，是四等站。为配合西延高铁新设洛川站，本站于2025年5月30日更名为洛川西站。